# Ride bene... chi ride ultimo
Pour plus de détails, voir Fiche technique et Distribution.
Ride bene... chi ride ultimo est une comédie à sketches italienne réalisée par Vittorio Sindoni, Gino Bramieri, Pino Caruso et Walter Chiari et sortie en 1977.

## Synopsis

### Sedotto e violentato
Un homme marié et très pieux, sacristain dans une petite ville de Sicile, fait de la publicité pour des films dans le cinéma paroissial, tous ayant un thème religieux. Un jour, il prend en stop trois jolies filles étrangères qui, sentant que l'homme est bigot, le taquinent jusqu'à l'agresser. Mais à la caserne, le maréchal ne croit pas que c'est l'homme lui-même qui a été abusé par les trois filles. Il en va de même pour les habitants du village où, entre-temps, la nouvelle s'est répandue. Les villageois exigent une autre version des faits, plutôt que l'affront de l'inversion des rôles dans la relation entre l'homme et les trois filles. Forcé d'avouer la fausseté, à savoir que c'est lui qui a profité des trois filles, l'épisode se termine par des images de l'ancien sacristain qui, toujours avec son minibus, fait de la publicité pour des films érotiques pour un autre cinéma du village.

### Arriva lo sceicco
Pour conclure une affaire, un industriel lombard invite un cheikh arabe dans sa villa du lac de Côme, avant que d'autres concurrents ne puissent faire de même. Mais l'affaire risque de tomber à l'eau lorsque le cheikh se voit dérober des chaussons de prière, utilisés dans sa famille depuis le grand-père de son grand-père. C'est le serviteur qui, croyant à tort qu'elles devaient être jetées, les avait prises et s'en était débarrassées. L'Arabe demande à l'industriel de punir le serviteur en lui coupant la main droite : l'industriel fait semblant d'exécuter l'opération et la transaction peut enfin se faire. Mais au moment de signer le contrat, on apprend que le cheikh a été détrôné : l'industriel jette donc le cheikh dehors de mauvaise grâce, mais il se rend compte qu'il a commis une erreur irréparable lorsque, peu après, les forces fidèles au cheikh parviennent à le remettre au pouvoir.

### La visita di controllo
Un homme qui attend la visite du médecin fiscaliste, dans un Mestre envahi par le smog, quitte son domicile pour aller chasser avec un ami. Sa femme reçoit un homme qu'elle prend pour le médecin, mais qui s'avère être un représentant. Lorsque le médecin arrive, le représentant accepte de jouer le rôle du mari malade, allant même jusqu'à obtenir les jours de congé demandés. Entre-temps, lors de la partie de chasse, l'ami insuffle au mari de la femme le doute que lorsque leurs maris sont à la chasse, leurs femmes en profitent pour les tromper. Et effectivement, lorsque l'homme rentre chez lui, il trouve sa femme au lit avec le représentant.

### Prete per forza
À Rome, en attendant de tourner quelques scènes d'un film dans un studio, Loris Martegani, un personnage déguisé en prêtre, sort acheter des cigarettes, mais se laisse convaincre par quelques personnes d'écouter la confession d'un mourant qui leur demande de porter ces confessions à sa femme dans la villa familiale. C'est là que tous les habitants de la villa confessent leurs péchés au personnage déguisé en prêtre. L'homme apprend ainsi une série de trahisons et de situations familiales compliquées. Lorsqu'il révèle qu'il n'est pas un vrai prêtre, il est arrêté pour avoir porté frauduleusement la soutane. Une fois en prison, Loris, toujours habillé en prêtre, demande également à l'homme avec qui il partage sa cellule de se confesser. Loris apprend ainsi que sa mère a trompé son mari avec l'homme avec lequel il se trouve maintenant enfermé en prison, qui est donc son véritable père.

## Fiche technique
- Titre original italien : Ride bene... chi ride ultimo[1] (litt. « Rira bien qui rira le dernier »)
- Réalisateur : Vittorio Sindoni (sous le nom de « Marco Aleandri »), Gino Bramieri, Pino Caruso et Walter Chiari
- Scénario : Vittorio Sindoni (sous le nom de « Marco Aleandri »), Ghigo De Chiara (it), Pino Caruso et Walter Chiari
- Photographie : Safai Teherani
- Montage : Gisella Nuccitelli
- Musique : Enrico Simonetti
- Décors : Giorgio Luppi
- Sociétés de production : Megavision
- Pays de production :  Italie
- Langue originale : italien
- Format : Couleurs
- Durée : 94 minutes
- Genre : comédie romantique et musicale
- Dates de sortie :
  - Italie : 22 décembre 1977 (Milan) ; 23 décembre 1977 (Turin)

## Distribution
Sedotto e violentato
- Pino Caruso : sacristain Giuseppe Tarluto
- Gabriella Pallotta : Maria, épouse de Giuseppe
- Leo Gullotta : « Iphigénie », serviteur homosexuel
- Renato Chiantoni : journaliste âgé
- Peppe Valente :
- Renato Lupi :
- Anna Orefice : amie d'Ester
- Adriana Falco : Ester, la violeuse
- Livia Romano : amie d'Ester
- Luciano Salce : maréchal des carabiniers
- Luigi Leoni : villageois

Arriva lo sceicco
- Gino Bramieri : industriel
- Roberta Paladini : traductrice Violetta Colombo
- Lucio Papa D'Amico : cheikh
- Marilda Donà : femme de chambre Ersilia
- Roberto Bonacini (Roberto Della Casa) : serviteur Giovannino
- Anna Orso : femme de l'industriel
- Vera Venturini :
- Riccardo Paladini : journaliste de télévision

La visita di controllo
- Luciano Salce : vendeur ambulant Bepi Pastorino
- Orchidea De Santis : Teresa, femme de Toni
- Armando Bandini : Armandino, l'ami de Toni
- Giorgio Gusso : médecin
- Enrico Maisto : Toni Franzolin, ouvrier malade

Prete per forza
- Walter Chiari : Loris Martegani, figurant habillé en prêtre
- Macha Méril : Princesse Esmeralda Benti Contini
- Anna Maria Rizzoli : Princesse Domizia
- Marisa Laurito : Cecilia, fille présumée du jardinier Antonio
- Giuliano Persico : le jardinier Antonio
- Attilio Cucari : chauffeur du prince
- Riccardo Mangano : Prince Ramiro Benti Contini
- Renato Chiantoni : prisonnier dans la cellule de Loris
- Vittorio Anselmi :
- Cesare Bramieri : gardien de prison
- Fiorenzo Fiorentini : oncle du cardinal